# NGC 1487
NGC 1487 je galaksija u zviježđu Eridan.

## Vanjske poveznice
- SEDS: NGC 1487